# Justine Nibala
Justine Nibala (ou Libala) est une chanteuse camerounaise

## Biographie

### Enfance et débuts
Justine Nibala est née à Mayos, un campement baka situé près de Dimako dans l'Est du Cameroun.

### Carrière
Elle devient célèbre par la chanson Djo'oko  dans les années 1990 qu'elle interprète lors de tournées en Europe et en Afrique avec le groupe Patengué International.

### Distinction
Elle a été élevée au grade de Chevalier l'Ordre du Mérite camerounais lors du festival national des arts et de la culture (FENAC), par le Premier ministre du Cameroun. Ambassadrice de la culture pygmée, elle s’est rendue en France lors de la Coupe du monde de football de 1998.

### Vie privée
Justine Nibala était mariée à Emaya Rigobert – plus connu sous le pseudonyme de Koukouma –, lui-même danseur de l'orchestre Patengué et chef pygmée Baka du groupement de Mayos. Le couple a eu 14 enfants.
Après les honneurs, Justine Nibala, veuve depuis 2005, vit dans le village Mayos, dans un grand dénuement (2019).
En mai 2020, un organisme confessionnel - La chapelle de la gloire Christ - de Crescence Baboké, lui offre une maison moderne et équipée.